# Carex olbiensis
Carex olbiensis là một loài thực vật có hoa trong họ Cói. Loài này được Jord. mô tả khoa học đầu tiên năm 1846.